# Hemiprocnidae
Hemiprocnidae é uma família de aves bastante aparentadas aos andorinhões e designados comummente por andorinhões-arborícolas. A família contém um único género, Hemiprocne, com quatro espécies, distribuídas desde a Indía até à Nova Guiné e às Ilhas Salomão.
Estas aves são de pequena a média dimensão, medindo entre 15 e 30 cm. Elas têm longas asas, cujo tamanho deriva sobretudo do das penas. Diferem substancialmente dos andorinhões na plumagem, que é mais macia, e têm ornamentos faciais e penas caudais compridas. Anatomicamente, estão separadas dos andorinhões por detalhes no esqueleto, como o crânio e o palato, a anatomia do tarso, e uma garra não-reversivel que lhes permite segurarem-se em ramos (um atividade impossível para os andorinhões). Os machos têm uma plumagem iridiscente.
As Hemiprocnidae ocorrem em vários habitats. Uma espécie, o H. comata, vive na floresta primária. Altamente manobrável, alimenta-se abaixo do dossel, e raramente se aventura em florestas secundários ou plantações, e nunca aparece em campo aberto. Outras espécies são menos restritas - p.ex., o H. longipennis utiliza uma gama de habitats que vão desde mangais até florestas montanhosas. Todas as espécies são insectivoras, embora não haja estudos detalhados sobre que presas usualmente capturam.
O ninho é construído em conjunto pelo macho e pela fêmea. O ninho (colado a um ramo de arvore) leva um ovo, cujo cor varia entre o branco e o cinzento. Há pouca informação sobre o tempo de incubação, mas acredita-se que seja mais prolongado para as espécies maiores. Os pintos nascem com uma cobertura de penugem cinzenta e são alimentados com comida regurgitada pelos pais.

## Espécies
- Andorinhão-arborícola-coroado Hemiprocne coronata
- Andorinhão-arborícola-d'asa-longa Hemiprocne longipennis
- Andorinhão-arborícola-pequeno Hemiprocne comata
- Andorinhão-arborícola-de-bigodes Hemiprocne mystacea